# Ordem Executiva 13987
A Ordem Executiva 13987, oficialmente intitulada Organizando e Mobilizando o Governo dos Estados Unidos para Fornecer uma Resposta Unificada e Eficaz para Combater a COVID-19 e para Proporcionar Liderança dos Estados Unidos em Saúde Global e Segurança, é a terceira ordem executiva assinada pelo Presidente dos Estados Unidos, Joe Biden, em 20 de janeiro de 2021. A ordem indica que o governo federal responderá à Pandemia de COVID-19 de maneira mais coordenada e que regras federais serão publicadas em breve.

## Disposições
Dentro do Escritório Executivo do Presidente, esta ordem estabeleceu as posições de Coordenador da Resposta à COVID-19 e Conselheiro do Presidente (Coordenador da Resposta à COVID-19), bem como a posição de Coordenador Adjunto da Resposta à COVID-19 dentro do Escritório Executivo do Presidente. O Coordenador da Resposta à COVID-19 reportará diretamente ao Presidente e aconselhará, auxiliará na resposta à COVID-19, coordenará todos os elementos para a Reação à COVID-19 e cumprirá outras tarefas sob a direção do presidente, incluindo a redução de disparidades entre a Resposta à COVID-19 e o tratamento. A ordem ainda orienta o assistente do Presidente para Assuntos de Segurança Nacional a reunir o Comitê de Principais do Conselho de Segurança Nacional para coordenar as atividades do governo federal para lidar e aconselhar o Presidente sobre a resposta e recuperação mundial da COVID-19. A ordem estabelece uma Diretoria do Conselho de Segurança Nacional em Segurança da Saúde Global e Biodefesa. Finalmente, a Ordem exige que os chefes das agências tragam os obstáculos da resposta à COVID-19 à atenção do Coordenador da Resposta à COVID-19, que, quando necessário, o Presidente fornecerá orientação.
A Ordem estabeleceu a Equipe de Resposta à COVID-19 da Casa Branca.

## Efeitos
A ordem preocupa-se com o emprego, pois o papel do Coordenador da Resposta à COVID-19 e conselheiro presidencial influencia diretamente as normas estabelecidas para as empresas seguirem após a epidemia. Certamente veremos recomendações mais e mais precisas para EPIs, segurança, política e procedimentos à medida que as empresas avançam para uma maior abertura nos próximos meses.